# باسل العلی
باسل العلی (عربی: باسل العلي؛ زادهٔ ۱ ژانویهٔ ۱۹۸۲) یک بازیکن فوتبال اهل سوریه است.
از باشگاه‌هایی که در آن بازی کرده‌است می‌توان به باشگاه ورزشی الوحده سوریه، باشگاه ورزشی النواعیر، باشگاه فوتبال النجمه بحرین، و باشگاه الفیصلی (امان) اشاره کرد.
وی همچنین در تیم ملی فوتبال زیر ۲۳ سال سوریه بازی کرده است.